# Poudrerie nationale de Vonges
La poudrerie nationale de Vonges est une ancienne poudrerie royale fondée en 1691 et nationalisée en 1905 située sur la commune de Vonges, en Côte-d'Or (Bourgogne-Franche-Comté). Elle est exploitée entre 1930 et 1971 par l'État français puis entre 1971 jusqu'en 2007 par le groupe SNPE depuis 2008 par la société Titanobel.

## Fondation

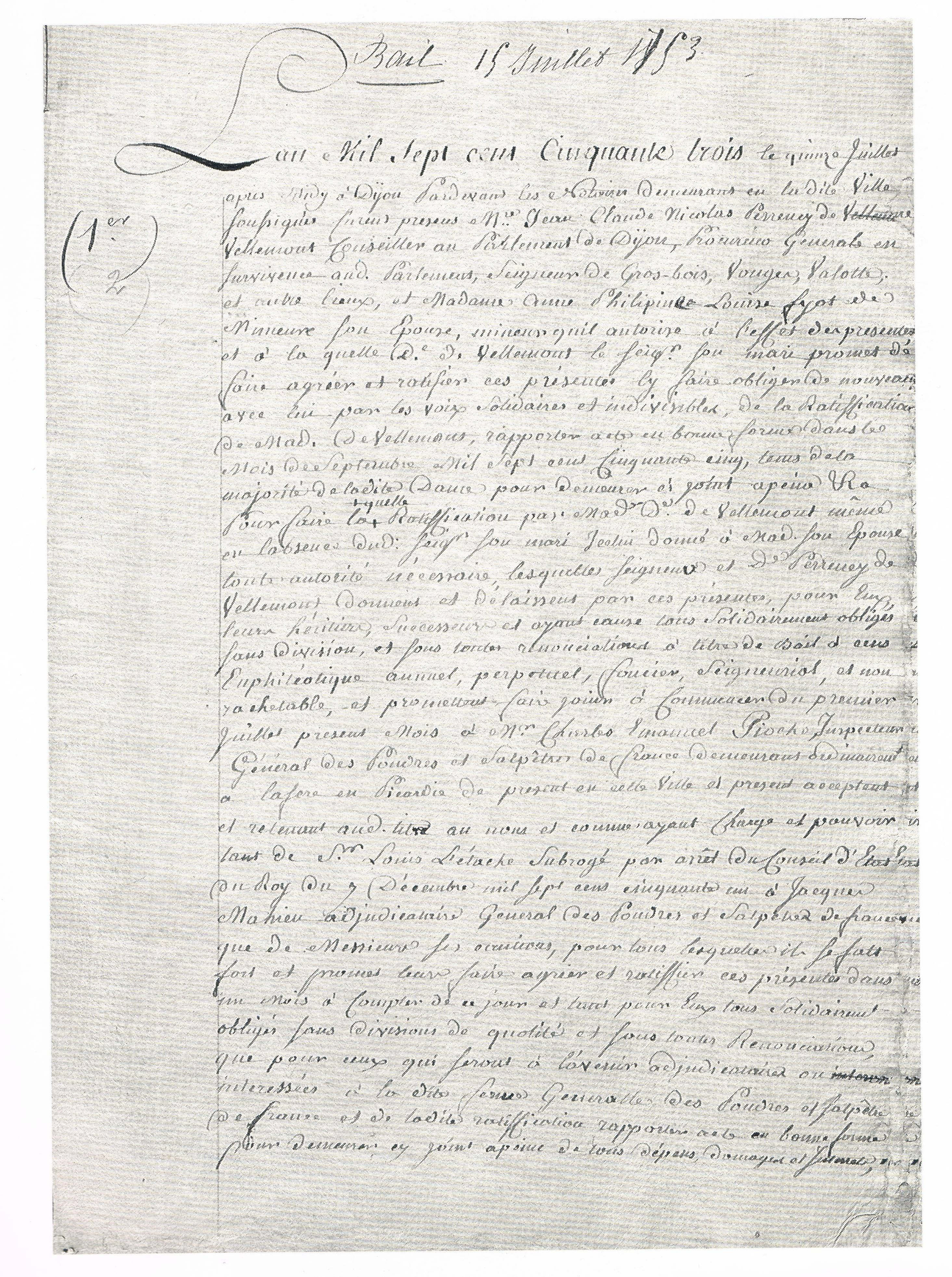
Acte d'achat du pré de Foullot à Vonges le 15 juillet 1753

La poudrerie de Vonges a été créée en 1691 sous l'impulsion de Louis XIV.
Le 15 juillet 1753 M. Emmanuel Piche, fondateur de la compagnie, achète, moyennant rente perpétuelle, le pré du Foullot d'une superficie de trois hectares et 40 ares ainsi qu'une portion de la rivière pour y installer des moulins à poudre.
Le village compte en effet, dès 1775, selon Claude Courtépée un important site de production de poudre :

« Deux moulins à poudre sur la Bèze à 24 pilons et 24 mortiers chacun qui font en 21 heures 960 livres de poudre. Un troisième moulin entre les deux appelé lissoir pour raffiner la poudre. Ces moulins ont sauté quatre fois en 23 ans. »

## Canalisation de la Bèze

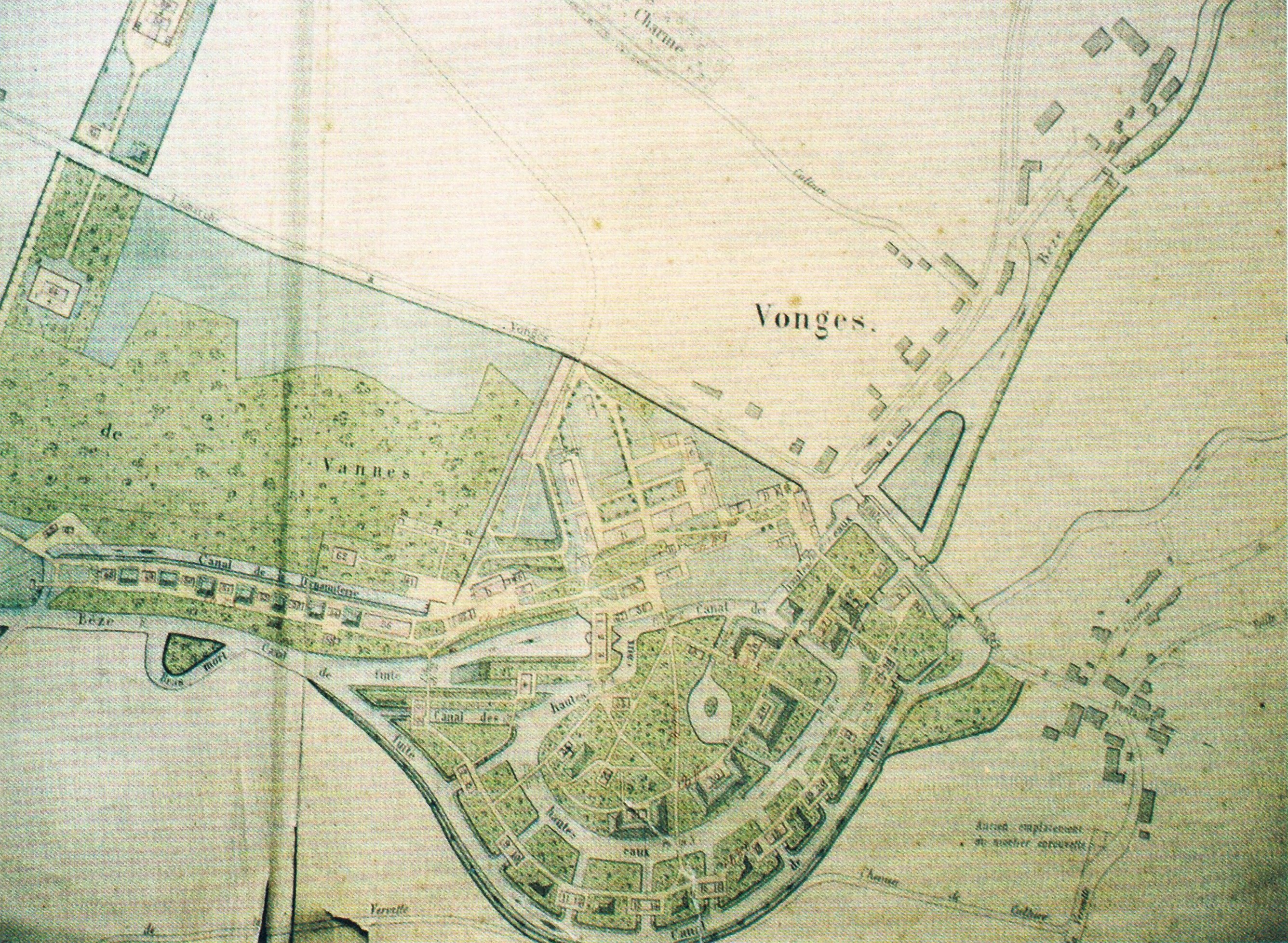
Plan de la poudrerie nationale de Vonges en 1884 montrant le réseau de canaux constitué à partir de la Bèze et qui traverse le site industriel.

Les activités de moulinage sont historiquement implantées sur les cours d’eau. À Vonges, « la Poudrerie de Vonges, construite en 1691, reste un des sites historiquement emblématique du bassin Bèze-Albane ».
Le site a exigé, dès 1716, une modification du plan d'eau de la Bèze afin de convenir aux besoins industriels. Un important incendie en 1839 nécessite un réaménagement puis des travaux, en 1840 et 1841, ont permis la création de nouveaux biefs de forme circulaire et l'installation de moteurs hydrauliques. Une ordonnance royale du 29 avril 1841 réglemente l'utilisation de l'eau à la poudrerie de Vonges. Elle règle le niveau du grand déversoir de l'ancien moulin de Vonges, celui du petit déversoir de la poudrerie et fixe les dimensions des vannes de décharge,.

## Aménagements du site

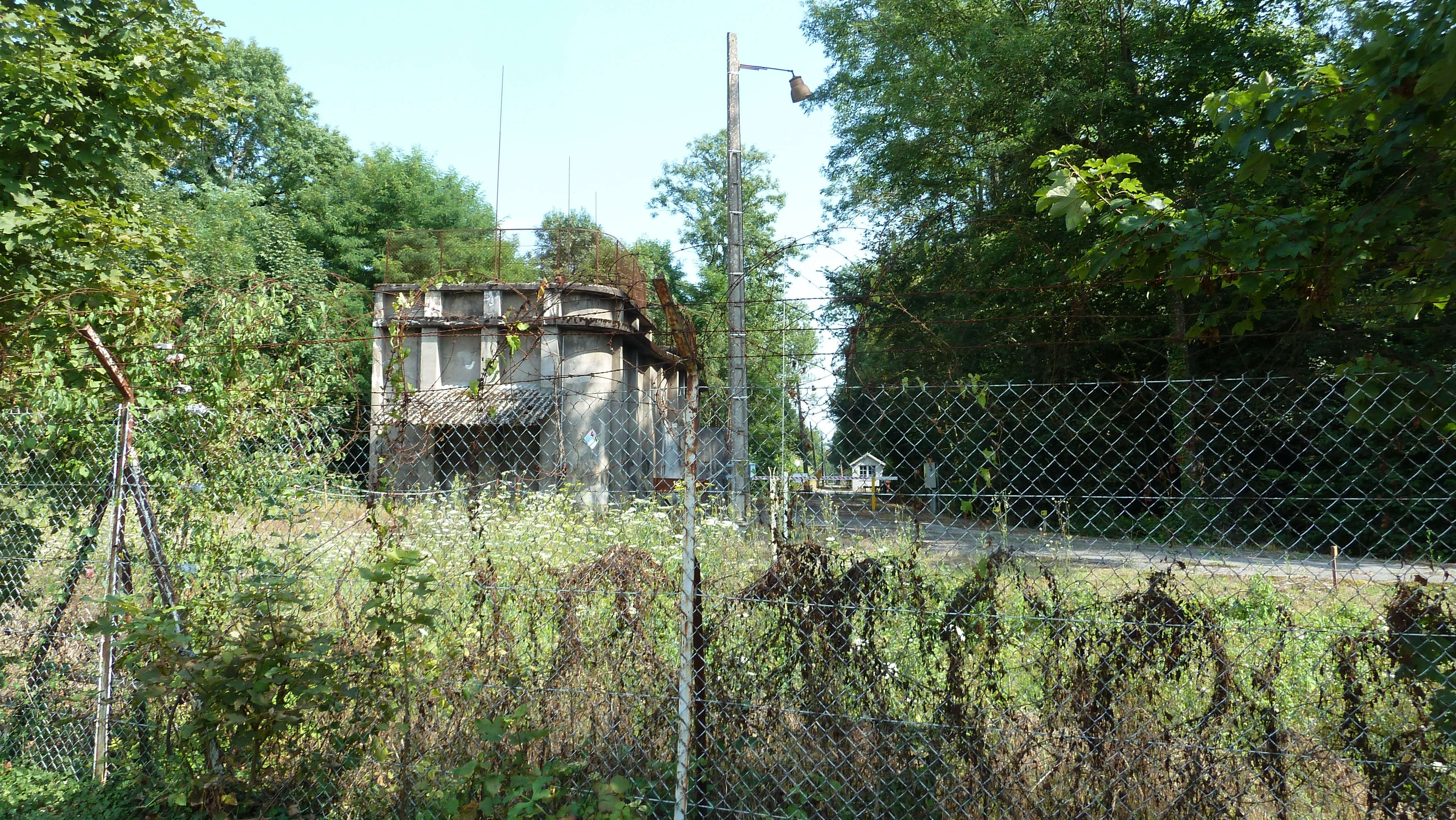
Installations actuelles.

À la suite des importants travaux d'aménagement commandés, et en raison de nombreuses plaintes de riverains concernant les fréquentes inondations transformant en marécages insalubres les prairies avoisinantes de la poudrerie, le 23 janvier 1848 naît, par ordonnance de nouveau, le Syndicat de la Bèze. Il a pour but de « prévenir les débordements de ce cours d'eau »,. Les premiers travaux qu'il effectue concernent l'endiguement du canal de fuite de la poudrerie, creusé pour être substitué à l'ancien lit sinueux de la Bèze. Des polémiques s'élèvent alors concernant le curage et l'entretien de la vieille Bèze entre les riverains de sa rive gauche et la poudrerie. Les premiers demandent des indemnités. Le 26 juin 1928, une plainte visant la poudrerie de Vonges est déposée par les communes riveraines de la basse Bèze concernant les inondations.
Depuis, le syndicat, qui se réunit une fois par an, est composé de quatorze communes et compte 28 membres, deux par commune, choisis parmi les conseils municipaux. La cotisation est payée par quelque 500 propriétaires, dont la poudrerie.

#### Ouvrages généraux
- Pierre Meline et Christine Jacques, Trois siècles d'activité à la Poudrerie de Vonges : 1691-1991, SNPE, 1991
- Etablissement Public Territorial du Bassin de la Saône et du Doubs, Qualité des eaux du bassin versant Bèze Albane, EPTB Saône et Doubs, septembre 2009 (lire en ligne [PDF])
- Etablissement Public Territorial du Bassin de la Saône et du Doubs, État des lieux du contrat de rivière Bèze-Albane, mars 2011 (lire en ligne [PDF])
- Thomas Le Roux, « Accidents industriels et régulation des risques : l’explosion de la poudrerie de Grenelle en 1794 », Revue d’histoire moderne et contemporaine, 2011/3 (n° 58-3), 224 pages, Belin
- Archives de l’inspection technique des poudres et explosifs 1927-1988, Répertoire numérique n° 821, édition d’avril 2009, Ministère de la défense service historique de la défense, Centre des archives de l’armement et du personnel, Châtellerault, 2002

#### Sources anciennes
- Journal des mines ou Recueil de mémoires sur l'exploitation des mines et sur les sciences et les arts qui s'y rapportent, volume 15, Dupont, 1803
- Jean Joseph Auguste Bottée et Jean René Riffault des Hêtres, Traité de l'art de fabriquer la poudre la canon : contenant l'extraction du Salpètre, son raffinage, la fabrication du Salin sa calcination, la fabrication du Charbon par divers procédés, volume 1, Leblanc, 1811